# Archanara strigosa
Archanara strigosa là một loài bướm đêm trong họ Noctuidae.